# Megalara garuda
Megalara garuda  (лат.) — вид крупных ос из рода Megalara, семейства песочных ос. Был обнаружен на юго-востоке острова Сулавеси (Индонезия) и описан в 2012 году американским профессором энтомологии Линной Кимси и немецким гименоптерологом Майклом Олем (Michael Ohl).
Линн предложила назвать новый вид в честь Гаруды, национального символа Индонезии, мифической химеры.
Тело самца имеет длину 32—34 мм (переднее крыло — 24—25 мм). с очень большими челюстями, которые сравнимы с длиной передних ног и завёрнуты в обе стороны от головы. Самки (длина тела — 20—22 мм; переднее крыло — 19—20 мм) чуть меньше самцов, но всё равно больше, чем самки других видов ос подсемейства Larrinae. Обладает сходством с крупными осами родов Dalara и Paraliris. Является хищником, поедает других насекомых. За свой устрашающий вид получил прозвище «комодский варан» среди ос.